# 사탄의 형제들
《사탄의 형제들》(The Brotherhood of Satan)은 미국에서 제작한 버나드 매커비티 감독의 1971년 초자연 공포 영화이다. 스트로더 마틴, L. Q. 존스 등이 출연했다.

## 줄거리
딸 케이티, 여자친구 니키와 미국 남서부로 장거리 자동차 여행을 떠난 벤은 마녀 집회(coven)의 음모에 휘말린다. 마녀들은 의식을 어린아이 몸으로 옮기는 방식으로 삶을 연장하기 위해 마을 어른들을 살해하고 남겨진 아이들을 납치한다.

## 출연
- 스트로더 마틴 - 마을 의사 덩컨 역
- L. Q. 존스 - 보안관 피트 역
- 찰스 베이트먼 - 벤 홀든 역
- 아나 카프리 - 니키, 벤의 여자친구 역
- 찰스 로빈슨 - 신부 역
- 앨비 무어 - 보안관보 토비 역